# Ophiomyia praecisa
Ophiomyia praecisa este o specie de muște din genul Ophiomyia, familia Agromyzidae, descrisă de Spencer în anul 1969. Conform Catalogue of Life specia Ophiomyia praecisa nu are subspecii cunoscute.